# Sofia Belingheri
Sofia Belingheri (* 24. April 1995 in Bergamo) ist eine italienische Snowboarderin. Sie startet im Snowboardcross.

## Werdegang
Belingheri, die für den C.S. Esercito startet, nahm im Dezember 2010 in Cortina d’Ampezzo erstmals am Europacup teil und belegte dabei die Plätze 24 und 20. Bei den Snowboard-Juniorenweltmeisterschaften 2012 in der Sierra Nevada errang sie den 29. Platz und bei den Snowboard-Juniorenweltmeisterschaften 2013 in Erzurum den achten Platz. In der Saison 2013/14 erreichte sie mit zwei zweiten und einen dritten Platz, den zweiten Platz in der Gesamtwertung des Europacups. Ihr Debüt im Weltcup hatte sie im Januar 2014 in Vallnord-Arcalís, welches sie auf den 37. und den 34. Platz beendete. Bei den Snowboard-Juniorenweltmeisterschaften 2014 in Chiesa in Valmalenco wurde sie Sechste im Einzel und gewann im Teamwettbewerb die Bronzemedaille. Im folgenden Jahr fuhr sie bei den Weltmeisterschaften am Kreischberg auf den 21. Platz und bei den Juniorenweltmeisterschaften in Yabuli auf den fünften Platz. Zudem holte sie in Yabuli die Silbermedaille im Teamwettbewerb. In der Saison 2015/16 siegte sie in Lenk erstmals im Europacup. Zudem errang sie in Grasgehren den zweiten Platz und erreichte damit den vierten Platz in der Gesamtwertung des Europacups. In der folgenden Saison gewann sie in Val Thorens und in Colere und errang damit den dritten Platz in der Gesamtwertung des Europacups. Beim Saisonhöhepunkt den Snowboard-Weltmeisterschaften 2017 in Sierra Nevada, belegte sie den 15. Platz.
Nach Platz eins beim Europacup in Grasgehren zu Beginn der Saison 2017/18, errang Belingheri in Lenk den zweiten Platz und zum Saisonende den 11. Platz in der Europacup-Gesamtwertung. Im März 2018 wurde sie in Moena italienische Meisterin im Snowboardcross und beim Weltcup in Veysonnaz zusammen mit Raffaella Brutto Zweite im Teamwettbewerb. In der Saison 2018/19 erreichte sie mit drei achten Plätzen, den achten Platz im Snowboardcross-Weltcup. Bei den Snowboard-Weltmeisterschaften 2019 in Park City kam sie auf den 15. Platz. Zu Beginn der Saison 2019/20 siegte sie beim Europacup in Pitztal und erreichte in Cervinia mit dem dritten Platz ihre erste Podestplatzierung im Weltcupeinzel. Es folgten zwei Top-Zehn-Platzierungen und zum Saisonende den sechsten Platz im Snowboardcross-Weltcup. In der Saison 2020/21 errang sie bei den Snowboard-Weltmeisterschaften 2021 den 15. Platz und im Snowboardcross-Weltcup mit drei Top-Zehn-Platzierungen den zehnten Platz. Im folgenden Jahr wurde sie italienische Meisterin und kam bei den Olympischen Winterspielen in Peking auf den 24. Platz.

## Teilnahmen an Weltmeisterschaften und Olympischen Winterspielen

### Olympische Winterspiele
- 2022 Peking: 24. Platz Snowboardcross

### Snowboard-Weltmeisterschaften
- 2015 Kreischberg: 21. Platz Snowboardcross
- 2017 Sierra Nevada: 15. Platz Snowboardcross
- 2019 Park City: 15. Platz Snowboardcross
- 2021 Idre: 15. Platz Snowboardcross
- 2023 Bakuriani: 13. Platz Snowboardcross

## Snowboardcross-Weltcup-Gesamtplatzierungen
| Saison  | Platz | Punkte |
| ------- | ----- | ------ |
| 2013/14 | 34.   | 161    |
| 2014/15 | -     | -      |
| 2015/16 | 26.   | 360    |
| 2016/17 | 22.   | 730    |
| 2017/18 | 26.   | 950    |
| 2018/19 | 8.    | 1240   |
| 2019/20 | 6.    | 1840   |
| 2020/21 | 10.   | 166    |
| 2021/22 | 15.   | 139    |
| 2022/23 | 16.   | 162    |
| 2023/24 | 21.   | 138    |
| 2024/25 | 43.   | 19     |